# Cyperus rupestris
Cyperus rupestris är en halvgräsart som beskrevs av Carl Sigismund Kunth. Cyperus rupestris ingår i släktet papyrusar, och familjen halvgräs. Inga underarter finns listade i Catalogue of Life.